# Emil Schwegler
Emil John Schwegler (Svizzera, 22 aprile 1879 – Janesville, 19 maggio 1968) è stato un ginnasta e multiplista statunitense.

## Carriera
Schwegler partecipò ai Giochi olimpici di Saint Louis 1904 nelle gare di triathlon e ginnastica. Giunse quarantaduesimo nel concorso generale individuale, novantacinquesimo nel triathlon e ventunesimo nel concorso a tre eventi.